# Mohombi
Mohombi Nzasi Moupondo (Kinsasa, República Democrática del Congo; 17 de octubre de 1986), más conocido como Mohombi, es un cantautor-bailarín y productor sueco-congoleño. Alcanzó la fama internacional gracias a su sencillo "Bumpy Ride".
Entre 2003 y 2008 formó parte del grupo Avalon que ganó un Kora awards.
En 2020 participa en el Melodifestivalen, concurso para representar a Suecia en el Festival de la Canción de Eurovisión. Se clasificó a la final aunque no consiguió ser elegido como representante.

## Biografía

### Primeros años

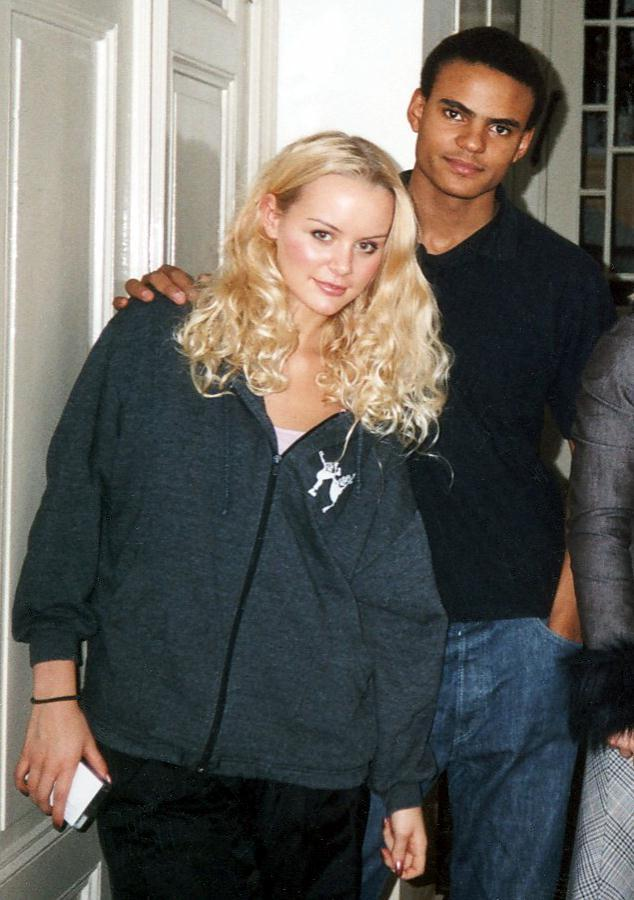
Con Helena Mattsson 2002

Mohombi es hijo de una sueca y de un congoleño. Criado en el Congo, Mohombi y su familia huyeron a Suecia cuando él tenía 14 años. Mohombi tuvo su debut teatral en Wild Side Story con Helena Mattsson y formó con su hermano, Djo Moupondo, un grupo llamado Avalon. 
Entre 2004 y 2008, el grupo vendió más de medio millón de discos. Ganaron los Premios Kora, el equivalente africano de los Premios Grammy, en la categoría de mejor grupo diáspora europeo o caribeño. el grupo Avalon participó en Melodifestivalen, el grupo Avalon acude al Festival de Eurovisión En 2005 en Linköping, Suecia, con la canción bilingüe en inglés y francés con una introducción en lingala llamada "Big Up", en 2005 el Avalon Group participa en el Show sthlm, un festival anual de música organizado en Lava Kulturhuset.
El 2 de junio de 2007, participaron en Hoodsfredsfestivalen en Kista. En 2007, el grupo Avalon lanzó el álbum Afro-Viking. El grupo Avalon ha colaborado con artistas compositores como Bob Sinclar, Million Stylez, Mohamed Lamine, Silver Room, Alexander Papadimas.  
Por aquel entonces, para ellos la música era solo un pasatiempo, así que Mohombi viajó a Los Ángeles para iniciar una carrera en solitario.
En 2011 Mohombi realizó su primera aparición anual en los MAD Video Music Awards, celebrados en Atenas, Grecia se le dúo con Katerina Stikoudi, cantando "Coconut Tree (Κάνε Με Να Μείνω)" (Coconut Tree "Make Me Stay").
Mohombi fue invitado en julio de 2015 para representar a la juventud de su país en una cumbre organizada por las Naciones Unidas en Nueva York. También fue miembro del jurado de la temporada de 2015 de Mejor de la Mejor All Star, el mayor show de talentos de la RDC.
En 2017, Mohombi lanzó #AfricaUnited, una plataforma de artistas africanos cuyo objetivo es promover la música del continente en todo el mundo. Junto con Diamond Platnumz, Franko, Lumino, juega en la ceremonia de apertura de la Copa Africana de Naciones.
En 2018, Mohombi es un embajador en Naciones Unidas en el Programa Mundial de Alimentos de la ONU.
Mohombi participó en el Melodifestivalen 2019 con la canción "Hello".
En diciembre de 2022, Mohombi anunció su candidatura a las elecciones presidenciales de 2023 como candidato independiente..

## Carrera musical
Su primera aparición como solista fue en colaboración con el rapero sueco Lazee en Do It, que ocupa el puesto número 9 en las listas suecas. En Los Ángeles, Mohombi fue presentado por amigos al productor RedOne. El primer sencillo de la cantante, Bumpy Ride, fue lanzado en los Estados Unidos en agosto de 2010 y se convirtió en un éxito mundial. Mohombi es Miss Me en el Reino Unido, este título es un dúo con el rapero estadounidense Nelly. Su tercer sencillo, Dirty Situation, fue lanzado en Europa en noviembre de 2010 a dúo con Akon. "Coconut Tree" con Nicole Scherzinger es el cuarto sencillo de su álbum debut, MoveMeant, lanzado en Europa en febrero de 2011. Hay versiones francesas de los sencillos Bumpy Ride, la situación sucio y cocotero. En septiembre de 2011, Mohombi lanzó un nuevo sencillo, Maraca, solo en Suecia. La canción Suave (Kiss Me) con Nayer y el rapero Pitbull también sale el mismo año y ha tenido éxito en todo el mundo. Mohombi también está trabajando con Pitbull en el álbum Global Warming Deshielo en el título de Sun en California en colaboración con el DJ dúo / Productor  Robotic Playb4ck. En 2014 Mohombi colabora con Shaggy en el título  I Need Your Love , con Costi Ioniță y Faydee con una gira internacional.
Mohombi participa en el sencillo de Pitbull sobre Baddest Girl In Town con el participación de Wisin en 2015, sobre el álbum Dale. En 2016, Mohombi participa sobre el sencillo de Joey Montana con el participación de Akon sobre Picky (Remix).en 2016, Mohombi tiene un primer Grammy Awards Por está participación sobre el álbum de Pitbull Dale.
En 2017, Mohombi colabora con Arash, en el título "Se Fue".
En 2018 consiguió un pase para participar en la 1.ª semifinal del Melodifestivalen(la preseleccion nacional de Suecia) con la canción "Hello", para representar a Suecia en el festival de Eurovision 2019 en Tel aviv, Israel. En 2019, Mohombi colabora con Juan Magán, Hyenas y Yasiris en el título Claro Que Si. En 2020, Mohombi participará en el Melodifestivalen 2020, con la canción "Winners".

## Universe
En 2014, Mohombi decidió abandonar Universal Music y firmó con su propio sello, La Clique Music, y luego lanzó el álbum Universe (Mohombi album), su segundo álbum de estudio.

## Discografía

### Álbumes
| MoveMeant                                                               | - Lanzamiento: 28 de febrero de 2011 - Disquera: 2101, Interscope, Cherrytree, Island - Formato: CD, digital download | 69 | 79 | 34 | 43 |
| "—" Indica un título que no entró en listas o no fue lanzado en el país | |    |    |    |    |

### Singles
| Título                                                                                 | Año  | Máxima posición | Máxima posición | Máxima posición | Máxima posición | Máxima posición | Máxima posición | Máxima posición | Máxima posición | Máxima posición | Máxima posición | Máxima posición | Certificación                  | Álbum     |
| Título                                                                                 | Año  | BEL             | DEN             | FRA             | NLD             | NOR             | SLO             | SWE             | ESP             | SWI             | UK              | CAN             | Certificación                  | Álbum     |
| -------------------------------------------------------------------------------------- | ---- | --------------- | --------------- | --------------- | --------------- | --------------- | --------------- | --------------- | --------------- | --------------- | --------------- | --------------- | ------------------------------ | --------- |
| "Bumpy Ride"                                                                           | 2010 | 7               | 8               | 3               | 1               | 3               | 3               | 6               | 4               | 41              | —               | 32              | - DEN: Gold - SWE: 2× Platinum | MoveMeant |
| "Miss Me" (featuring Nelly)                                                            | 2010 | 123             | —               | —               | —               | —               | —               | —               | —               | 66              | —               |                 |                                | MoveMeant |
| "Dirty Situation" (featuring Akon)                                                     | 2010 | 16              | —               | 40              | 67              | —               | 65              | 54              | —               | —               | 95              |                 |                                | MoveMeant |
| "Coconut Tree" (featuring Nicole Scherzinger)                                          | 2011 | 13              | —               | 75              | —               | 9               | 32              | 8               | 5               | —               | —               | 80              | - SWE: Platinum                | MoveMeant |
| "Maraca"                                                                               | 2011 | —               | —               | —               | —               | —               | —               | 14              | —               | —               | —               |                 | —                              | No álbum  |
| "—" significa que la canción no entró en la lista, o no fue lanzada en ese territorio. |      |                 |                 |                 |                 |                 |                 |                 |                 |                 |                 |                 |                                |           |

#### Con otros artistas
| Título                                                                                 | Año  | Máxima posición | Máxima posición | Máxima posición | Máxima posición | Máxima posición | Máxima posición | Máxima posición | Máxima posición | Máxima posición | Máxima posición | Álbum |
| Título                                                                                 | Año  | BEL             | DEN             | FRA             | NLD             | NOR             | ESP             | SWE             | SWI             | UK              | CAN             | Álbum |
| -------------------------------------------------------------------------------------- | ---- | --------------- | --------------- | --------------- | --------------- | --------------- | --------------- | --------------- | --------------- | --------------- | --------------- | ----- |
| "Sexy" (Les Jumo con Mohombi)                                                          | 2011 | —               | —               | —               | —               | —               | —               | —               | —               | —               | —               | TBA   |
| "Hula Hoop" (Stella Mwangi con Mohombi)                                                | 2011 | —               | —               | —               | —               | —               | —               | —               | —               | —               | —               | TBA   |
| "Suave (Kiss Me)" (Nayer con Mohombi y Pitbull)                                        | 2011 | —               | —               | 60              | —               | —               | —               | —               | —               | —               | 34              | TBA   |
| "I Don´t Want to Party Without You" (PlayBack y SuperMartXé)                           | 2013 | —               | —               | —               | —               | —               | —               | —               | —               | —               | —               | TBA   |
| "Se Fue" (Arash)                                                                       | 2017 | —               | —               | —               | —               | —               | —               | —               | —               | —               | —               | TBA   |
| "—" significa que la canción no entró en la lista, o no fue lanzada en ese territorio. |      |                 |                 |                 |                 |                 |                 |                 |                 |                 |                 |       |

### Apariciones
| Título                      | Año                  | Álbum                  | Artista                                                   |
| --------------------------- | -------------------- | ---------------------- | --------------------------------------------------------- |
| "Do It"                     | 2010                 |                        | Lazee                                                     |
| "Like A G6 (Red One Remix)" | 2010                 | Like A G6 The Remixes] | Far East Movement featuring Dev, The Cataracs and Mohombi |
| "She Owns the Night"        | 2010                 | Free Wired             | Far East Movement                                         |
| "Sanford & Son"             | Q: Soul Bossa Nostra | Quincy Jones           |                                                           |
| "Hula Hoop"                 | 2011                 | Kinanda                | Stella Mwangi                                             |

## Premios y nominaciones
- En los Kora Awards:
  - Kora All African Music Awards 2003[6]
  - Kora All African Music Awards 2004[7]
- 2005: Calificación sueca Melodifestivalen.
- ¡Finalista de la EUROVISION Song Contest 2005!
- Mejor artista / grupo africano.

Premio KORA All African Music Nominado 2008/2009: 2009-2010.
- 2011: MTV Europe Music Awards: Nominado: Mejor Cantador Sueco.
- 2011: Grecia Music Awards.
- 2011: nominado a los Premios Grammis suecos para Bumpy Ride.
- 2015: Latin Italian Music Awards : Para su participación sobre el álbum Dale de Pitbull.
- 2016: Billboard Latin Music Awards : Para su participación sobre el álbum Dale de Pitbull.

- 2016: Grammy Awards: Para su participación sobre el álbum Dale de Pitbull.

- 2017: Big Apple Music Awards - Best African Act Awards.

- En 2018: Mohombi está nominado para los Daf Bama Music Awards en la categoría de Mejor Artista Africano del Año.
- En 2018: Mohombi está nominado para los Premios Grammy Latinos por ser un compositor en el álbum Vibras de J Balvin.
- 2019: Mohombi gana un premio en los  Premios BMI 2019, en la categoría: Canción latina contemporánea del año para ser compositor en el título  Mi Gente  de J Balvin.
- En 2020: Mohombi gana un  Premios BMI 2020, en la categoría  Canción latina contemporánea del año , como compositor en el título  Dinero  de Jennifer Lopez ).